# Hermogène (patriarche de Moscou)
Pour les articles homonymes, voir Hermogène.

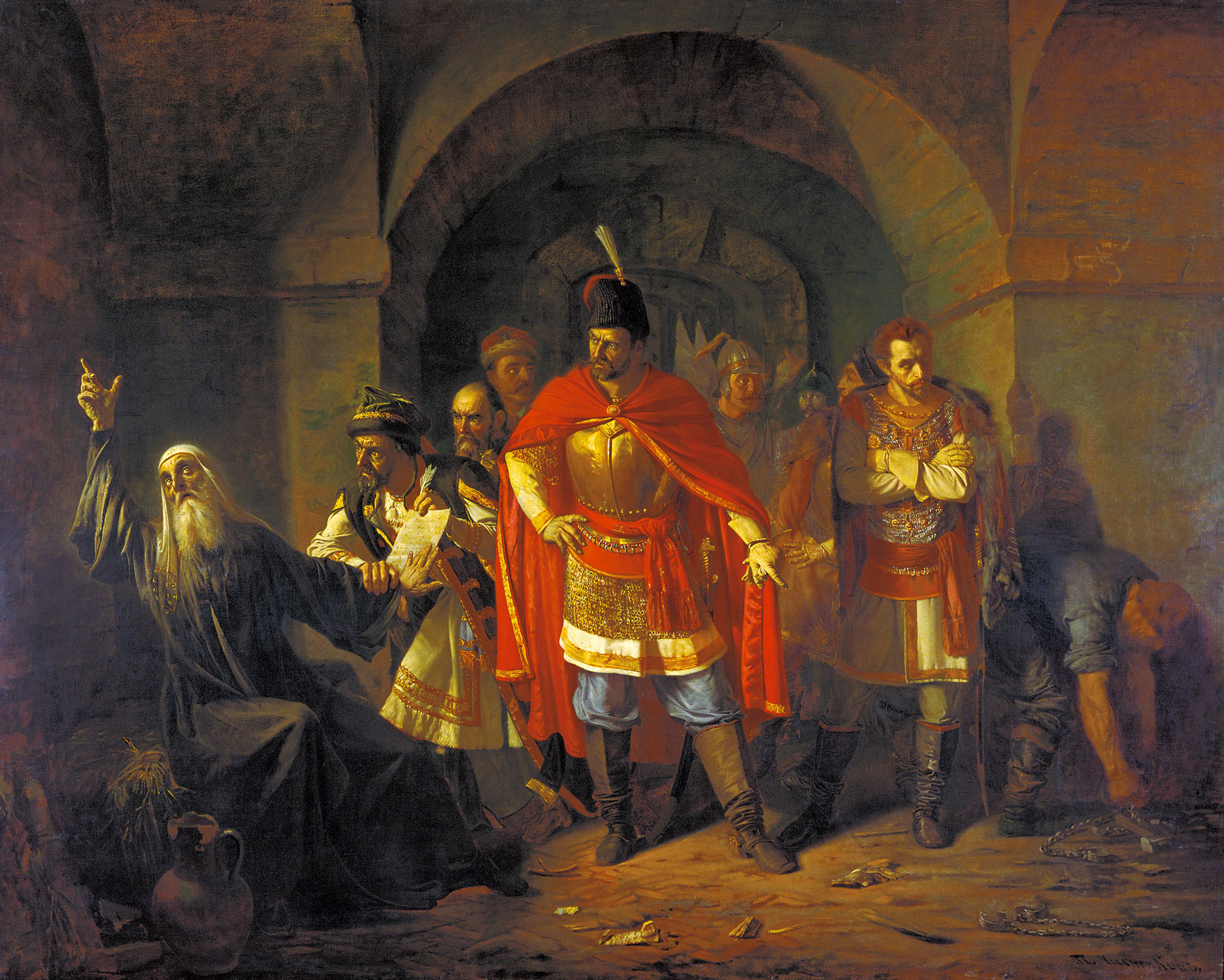
Le Patriarche Hermogène refusant de bénir les Polonais (1862), Pavel Tchistiakov

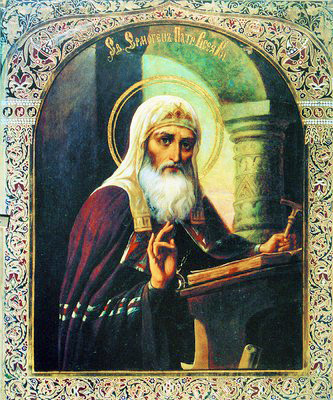
Le Patriarche Hermogène.

Hermogène (avant 1530 - 17 février 1612), fut patriarche de Moscou de 1606 à 1612. 
Métropolite de Kazan au moment où celle-ci passe du rang d'évêché à celui de métropole, il est ensuite nommé patriarche de Moscou. Il fut à l'initiative du soulèvement populaire qui mit fin à la Période des Troubles. Hermogène a été canonisé par l'Église orthodoxe russe en 1913.